# ウィリアム・シプリー

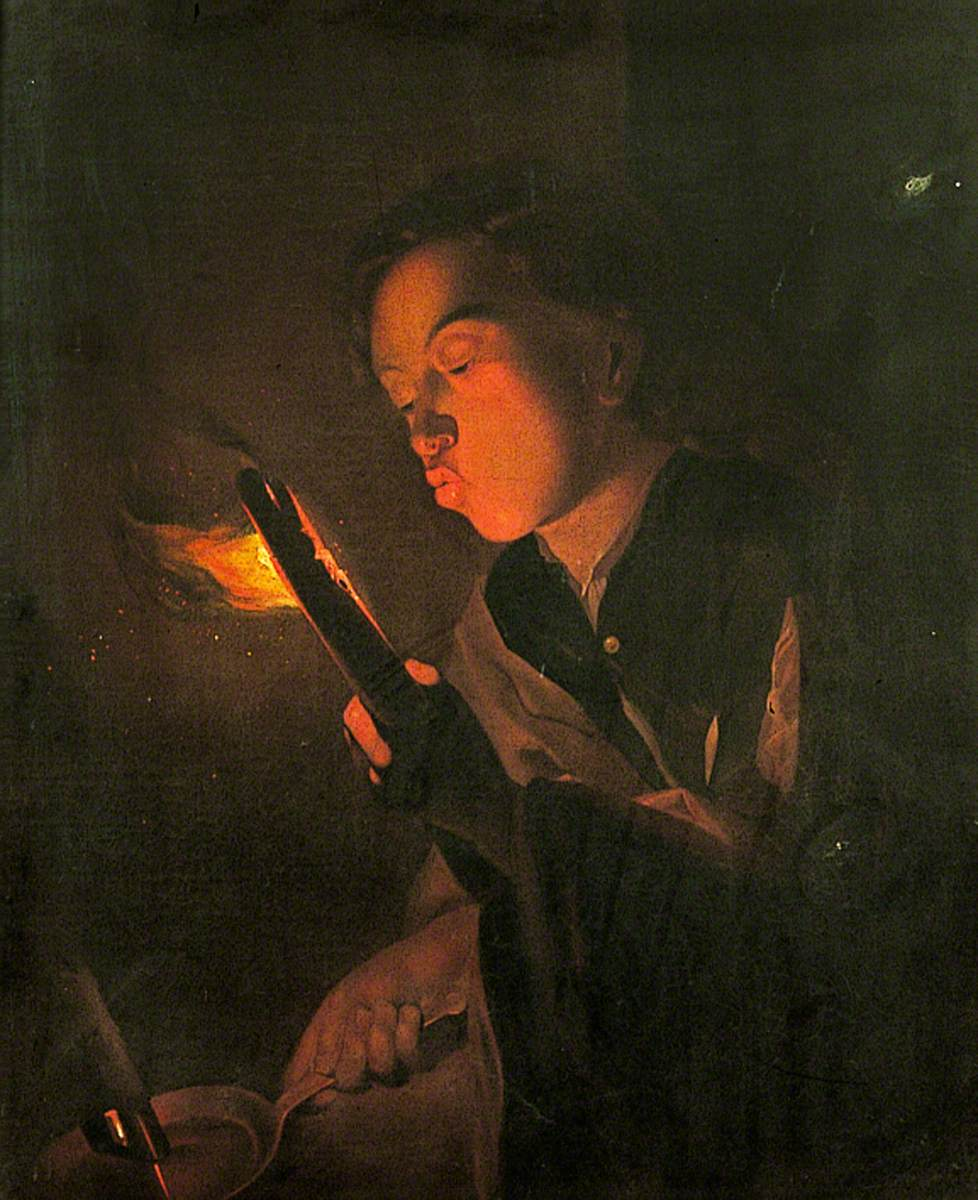
ウィリアム・シプリー作のゴドフリート・スカルッケンの作品『火種を吹く少年』の模作、メードストン美術館蔵

ウィリアム・シプリー（William Shipley FRSA、1715年6月2日 - 1803年12月28日)は、イギリスの美術教師である。多くの有名な画家が学んだ美術学校を運営し、後にロイヤル・ソサエティ・オブ・アーツとなる産業振興のための協会。「芸術・工業・商業振興協会（Royal Society for the Encouragement of Arts, Manufactures & Commerce）」（1754年創立）の創立者の一人となった。

## 略歴
ケント州のメードストンに生まれた。父親はロンドンの文房具店主で兄のジョナサン・シプリー（Jonathan Shipley: 1714-1788)は聖職者になり、ランダフ教区（Llandaff）の司教（Bishop of Llandaff）となる人物である 。3歳の時に父親が亡くなり、母方の祖父と暮らすためにロンドンに送られた。21歳のとき、500ポンドの遺産を相続し、イングランド中部のノーサンプトンで絵の修行を始め、1747年から1751年まで、ノーサンプトンで絵画学校を開き成功した。ノーサンプトン哲学協会（Northampton Philosophical Society）に参加し、慈善活動も始めた。
1750年頃、ロンドンに移り、ロンドン中心部のストランドに絵画学校を設立した。この学校も成功し、リチャード・コスウェイ（1742-1821）やトーマス・ジョーンズ（1742-1803）、ウィリアム・パース（1742–1782）、フランシス・ウィートリー（1747–1801）といった画家がシプリーの絵画学校で学んだ 。
シプリーは初代フォルクストン子爵ジェイコブ・ブーヴェリーや第2代ロムニー男爵ロバート・マーシャム、スティーヴン・ヘールズといった智識人とともに、1754年にロンドンに「芸術・工業・商業振興協会（Royal Society for the Encouragement of Arts, Manufactures & Commerce）」を設立し、役員として活動した。この協会で、染料や樹木栽培などの革新に貢献した人物に対して賞を授与するなどの活動した。自らも発明家として海難者の救援のための浮遊灯台や靴に雨水が侵入するのを防ぐために靴を金属箔で裏打ちするアイデアなどを実現しようとしたとされる。
1767年に結婚し、1768年に生まれ故郷のメードストンに戻った。1769年に最初の子供が生まれたが、2か月後に亡くなり、1771年に、2番目の子供が生まれた。第2代ロムニー男爵の後援されて、ケントにも「The Kentish Society for the Promotion of Useful Knowledge」という地元の機関を設立し、1783年にメードストン刑務所の衛生状態を改善し、疾病の蔓延の防止に貢献した。
1803年にメードストンで89歳で亡くなった。